# Feldkapelle (Loppenhausen)

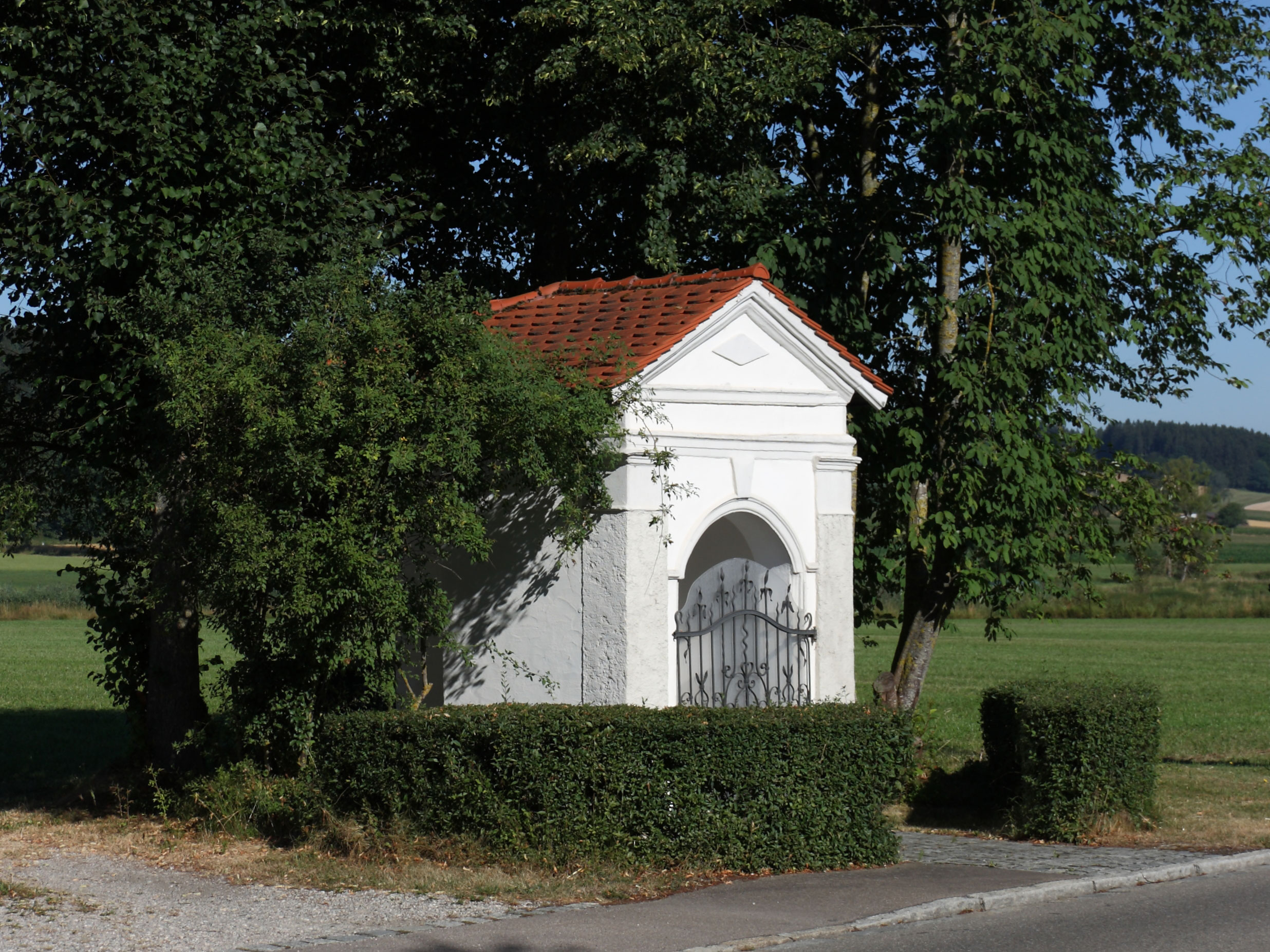
Loppenhausen Feldkapelle

Die Feldkapelle in Loppenhausen, einem Ortsteil der Gemeinde Breitenbrunn, im Landkreis Unterallgäu, Bayern wurde in der zweiten Hälfte des 19. Jahrhunderts errichtet und steht unter Denkmalschutz. Sie befindet sich am nördlichen Ortsende und besteht aus einem rechteckigen Gehäuse mit flachem Satteldach. Die Kapelle ist in östlicher Richtung mit einer Arkade geöffnet. Im Inneren befindet sich eine neugotische Kreuzigungsgruppe aus Holz.